# Athrips albicostella
Athrips albicostella is een vlinder uit de familie tastermotten (Gelechiidae). De wetenschappelijke naam van deze soort is voor het eerst geldig gepubliceerd in 2010 door Bidzilya.
De soort komt voor in tropisch Afrika.